# Takaharu Nakai
Takaharu Nakai (jp. 中井 孝治 Nakai Takaharu; * 10. März 1984 in Kutchan) ist ein ehemaliger japanischer Snowboarder. Er startete in den Freestyledisziplinen.

## Werdegang
Nakai trat international erstmals im Februar 1999 bei den Juniorenweltmeisterschaften auf der Seiser Alm in Erscheinung. Dort errang er den siebten Platz in der Halfpipe. Im folgenden Monat wurde er japanischer Meister in der Halfpipe. Bei den Juniorenweltmeisterschaften 2000 in Berchtesgaden kam er auf den zehnten Platz in der Halfpipe. Sein Debüt im Snowboard-Weltcup gab er zu Beginn der Saison 2000/01 in Tignes, wobei er den 55. Platz in der Halfpipe errang. Im weiteren Saisonverlauf erreichte er mit Platz drei in der Halfpipe in Whistler sowie in Ruka seine ersten Podestplatzierungen im Weltcup und belegte bei den Snowboard-Weltmeisterschaften 2001 in Madonna di Campiglio den 57. Platz in der Halfpipe. Nach Platz neun in Tignes zu Beginn der Saison 2001/02, wurde er bei den Olympischen Winterspielen 2002 in Salt Lake City Fünfter in der Halfpipe. Zum Saisonende kam er in Sapporo auf den vierten Platz im Big Air sowie auf den zweiten Rang in der Halfpipe und erreichte damit den 19. Platz im Halfpipe-Weltcup sowie den 18. Rang im Big-Air-Weltcup. In der Saison 2002/03 gewann er bei den Winter-Asienspielen 2003 in der Präfektur Aomori die Silbermedaille in der Halfpipe und belegte bei den Snowboard-Weltmeisterschaften 2003 am Kreischberg den 45. Platz in der Halfpipe sowie den 12. Rang im Big Air. Nachdem Plätzen sieben und sechs zu Beginn der Saison 2003/04, holte er in Whistler seinen einzigen Weltcupsieg. Es folgten vier Ergebnisse außerhalb der ersten Zehn und zum Saisonende mit dem zehnten Platz im Halfpipe-Weltcup sein bestes Gesamtergebnis. In der Saison 2004/05 errang er mit vier Top-Zehn-Platzierungen den 16. Platz im Halfpipe-Weltcup. Bei den Winter-X-Games 2005 in Aspen wurde er Zwölfter und bei den Snowboard-Weltmeisterschaften 2005 in Whistler Achter in der Halfpipe. In der folgenden Saison kam er bei den Olympischen Winterspielen 2006 in Turin auf den 14. Platz in der Halfpipe und absolvierte in Furano seinen 24. und damit letzten Weltcup, welchen er auf dem zehnten Platz in der Halfpipe beendete.

## Erfolge

### Olympische Spiele
- 2002 Salt Lake City: 5. Platz Halfpipe
- 2006 Turin: 14. Platz Halfpipe

### Weltmeisterschaften
- 2001 Madonna di Campiglio: 57. Platz Halfpipe
- 2003 Kreischberg: 12. Platz Big Air, 45. Platz Halfpipe
- 2005 Whistler: 8. Platz Halfpipe

### Weltcupsiege
| Nr. | Datum             | Ort      | Disziplin |
| --- | ----------------- | -------- | --------- |
| 1.  | 13. Dezember 2003 | Whistler | Halfpipe  |

### Weltcupwertungen
| Saison  | Gesamt | Gesamt | Halfpipe | Halfpipe | Big Air | Big Air |
| Saison  | Punkte | Platz  | Punkte   | Platz    | Punkte  | Platz   |
| ------- | ------ | ------ | -------- | -------- | ------- | ------- |
| 2000/01 | 167    | 50.    | 1500     | 26.      | -       | -       |
| 2001/02 | -      | -      | 1090     | 19.      | 500     | 18.     |
| 2002/03 | -      | -      | 426      | 43.      | -       | -       |
| 2003/04 | -      | -      | 1759     | 10.      | 540     | 23.     |
| 2004/05 | -      | -      | 1180     | 16.      | -       | -       |
| 2005/06 | 295    | 183.   | 295      | 63.      | -       | -       |